# 9376 Thionville
9376 Thionville (1993 OU7) là một tiểu hành tinh vành đai chính được phát hiện ngày 20 tháng 7 năm 1993 bởi E. W. Elst ở Đài thiên văn Nam Âu.